# ستيف فيتزسيمونس
ستيف فيتزسيمونس (بالإنجليزية: Steve Fitzsimmons)‏ (7 سبتمبر 1976 بليفربول في المملكة المتحدة - ) هو لاعب كرة قدم أسترالي في مركز الوسط. لعب مع غولد كوست يونايتد وماركوني ستاليونز ونادي بريزبان رور وBurleigh Heads S.C. ‏ وبريزبان سترايكرز ‏ وLogan Lightning FC ‏ وباراماتا باور ‏ وGold Coast City FC ‏ وNew Zealand Knights FC ‏.

## وصلات خارجية
- ستيف فيتزسيمونس على موقع قاعدة بيانات كرة القدم.إي يو (الإنجليزية)
- ستيف فيتزسيمونس على موقع عالم كرة القدم.نت (الإنجليزية)